# ويليام إيميت ديفر
ويليام إيميت ديفر هو محامي وقاضي وسياسي أمريكي، ولد في 13 مارس 1862 في ووبرن في الولايات المتحدة، وتوفي في 13 سبتمبر 1929 في شيكاغو في الولايات المتحدة بسبب سرطان البنكرياس. نشط حزبياً في الحزب الديمقراطي. وقد انتخب عمدة شيكاغو ‏.